# Беркут, Артур
Арту́р Бе́ркут (настоящее имя Арту́р Вячесла́вович Михе́ев; 24 мая 1962, Харьков) — советский и российский рок-музыкант, мультиинструменталист и автор песен, завоевавший популярность как вокалист групп «Автограф» и «Ария». С момента начала профессиональной карьеры сменил в общей сложности десять музыкальных коллективов. Ныне возглавляет собственную, одноимённую группу, основанную им в 2011 году после ухода из «Арии».

## Биография
Наследник династии цирковых артистов. Родился 24 мая 1962 года в Харькове на гастролях цирка. Вырос в Москве. Начал петь в 11 лет в школьном ансамбле, после окончания школы поступил в музыкальное училище имени Октябрьской революции (ныне Шнитке) на отделение Музыкальной комедии. Которое позднее перешло к училищу имени Гнесиных .
В конце 1981 года получил приглашение стать вокалистом группы «Волшебные сумерки» после ухода Виталия Дубинина. Через месяц Михеев покинул коллектив, перейдя в быстро набирающую популярность группу «Автограф», где с 1982 года начал выступать под псевдонимом Артур Беркут. «Автограф» были единственными советскими исполнителями, которых пригласили принять участие у историческом концерте Live Aid 13 июля 1985г. В 1990 году группа прекратила существование. После этого некоторое время Беркут выступал в глэм-рок-группе «Рококо», а затем уехал в США. В 1992—1994 годах работал с группой Siberia, а в 1994-97 годах пел и играл на гитаре в группе ZOOOM, где выступал также как композитор и автор текстов. В 1996 году совместно с группой «Natasha & GooSee» записал альбом «MOST», где выступил в роли клавишника.
Когда Беркут впервые приехал из США, он привёз с собой музыкантов из группы «Siberia» и вместе с Сергеем Мавриным создал группу «TSAR», названную по именам участников — Tim, Sergey, Arthur, Rob. Группа записала единственный одноименный альбом, где Беркут выступил автором всех композиций. Группа вернулась в США, а Маврин остался в России и совместно с Валерием Кипеловым приступил к работе над альбомом «Смутное время», одна из композиций которого — «Выпьем ещё» — была сочинена на основе музыкальной темы авторства Беркута.
Затем Беркут начал сотрудничать с группой «Треф», а после этого в качестве сессионного музыканта работал с группой «Мастер». Вместе с ушедшими из «Мастера» гитаристом Сергеем Поповым и ударником Анатолием Шендеровым пытался воссоздать ZOOOM, однако быстро разочаровался в перспективах проекта в России и покинул группу.
В 1998—2000 годах Артур Беркут пел в группе «Маврин» и записал вместе с ней альбом «Скиталец», на котором выступил автором музыки к трем композициям («Хватит врать», а также «Фишка» и «Пустыня» в соавторстве с Мавриным). Группа приступила к работе над следующим альбомом, но пути музыкантов разошлись. Тем не менее, Беркут выступил соавтором песни «Время», которая впоследствии была записана группой «Маврин» и выпущена в альбоме «Неформат-1».
В 2000 году Александр Елин, поэт и автор текстов многочисленных песен групп «Ария» и «Мастер», в качестве продюсера предпринял попытку возродить группу «Автограф» с Беркутом и новыми музыкантами под названием «Автограф XXI», однако не получил поддержку основных держателей авторских прав коллектива, в результате проект был переименован в группу «Беркут».
Группа «Беркут» записала на студии «Ария Рекордс» альбом «Пока смерть не разлучит нас» и готовилась к активной творческой деятельности. В этот момент Владимир Холстинин и Виталий Дубинин, оставшиеся одни после раскола «Арии», искали нового фронтмена для группы и обратили внимание на Артура Беркута. Елин дал разрешение, и Артур Беркут стал участником «Арии». Впоследствии Елин предпринимал попытки выпустить альбом «Пока смерть не разлучит нас» в качестве сольной работы Беркута, однако Холстинин заблокировал выход альбома, заявив, что музыка имеет отношение к глэм-року и это может негативно сказаться на репутации «Арии» (позже этот альбом появился в интернете в виде бутлега).
С ноября 2002 года Артур Беркут являлся вокалистом группы «Ария», заменив в ней Валерия Кипелова после концерта 31 августа 2002 года, который был назван «Судный день». С его участием записаны альбомы «Крещение огнём» (2003) и «Армагеддон» (2006), синглы «Колизей» (2002), «Чужой» (2006) и «Поле битвы» (2009), концертные альбомы «Живой огонь» (2004), «Пляска ада» (2007) и «Герой асфальта XX лет» (2008), сборники «Миссия» (2004) и «Беспечный ангел» (2004).
В 2010 году запись альбома «Арии» «Феникс» (2011) была начата с вокалом Артура Беркута, сохранились черновые версии композиций.
27 июня 2011 года было заявлено о прекращении совместной деятельности Беркута и группы «Ария», согласно официальному заявлению, «в связи с музыкальными разногласиями». Инициаторами этого решения выступили музыканты «Арии» во главе с Дубининым и Холстининым, объявившие об отстранении Беркута в одностороннем порядке. По словам Беркута, он был шокирован этим решением, так как активно принимал участие в жизни коллектива, приносил новые композиции и одна из песен его авторства была утверждена для альбома «Феникс», репетировалась группой и к ней готовился новый текст (впоследствии эта песня с оригинальным текстом под названием «Орел» вошла в альбом «Право дано» группы «Артур Беркут»). Позже Дубинин признался, что во время пребывания Беркута в группе вёл тайные переговоры с Кипеловым на тему его возвращения в «Арию», однако тот ответил отказом, заявив, что у него есть своя группа и покидать её он не собирается. Впоследствии Кипелов поддержал Беркута в этой истории, неоднократно приглашал его для участия в собственных концертах для исполнения дуэтом нескольких песен, к которым они оба имеют отношение (композиции «Арии» и «Маврина»), а также на концертную премьеру своего сингла «Отражение», в котором оба вокалиста спели о взаимоотношениях двух музыкантов — Моцарта и Сальери.
Последний концерт «Арии» с участием Артура Беркута прошёл 31 августа 2011 года в Рязани, через девять лет после прошлых изменений в составе. Рязанский концерт был назван поклонниками «Эхо судного дня», тем самым подчеркивая завершение ещё одной эры в истории группы.
В 2011 году Беркут создал новую группу и назвал её «Артур Беркут». Музыкальное направление, в котором работает группа, можно охарактеризовать как мелодичный тяжёлый рок. Группой выпущено три мини-альбома: «Право дано» (2011), «Каждому своё» (2012), «Быть собой» (2017), и два полноформатных альбома «Победителей не судят» (2014), «Сюита темы вечной» (2016). Также Беркут гастролирует сольно с акустической программой, а в 2013 году музыка Беркута впервые зазвучала с симфоническим оркестром: вместе с Орловским оркестром певец исполнил собственную песню «Семь морей» из альбома «Право дано».
11 февраля 2012 года в Магнитогорске, во время торжественной церемонии открытия Кубка Вызова впервые прозвучал гимн Молодёжной хоккейной лиги в исполнении Артура Беркута, который является и его автором.. Также Беркут исполнил песню к фильму «Камень» «Где-то на краю».
28 января 2013 года, после попыток мирного разрешения спорных вопросов, связанных с незаконным исполнением Беркутом песен из репертуара группы «Ария», было объявлено об иске, поданном рядом авторов к Беркуту о защите авторского права и запрете использования в сольных концертах и записях материала группы «Ария» за авторством Дубинина, Холстинина, Маргариты Пушкиной, Сергея Попова и Сергея Терентьева и возмещении морального ущерба на сумму 840 тысяч рублей. Суд первой инстанции обязал Беркута заплатить 840 тысяч рублей бывшим коллегам за сольное исполнение принадлежащих им песен, однако данное решение было обжаловано, в результате чего Московский городской суд отказал в удовлетворении требования «Арии».
В 2015 году перед юбилейными концертами в честь 30-летия «Арии» Владимир Холстинин заявил, что «Ария» не имеет прав на переиздание собственных альбомов с участием Артура Беркута без его согласия, а договориться с представителями вокалиста им не удается. Для переиздания и возобновления цифровой дистрибьюции «Ария» в 2020 году перезаписала эти альбомы с вокалом М. Житнякова. Позже, уже в апреле 2021 года, группа достигла соглашения с Беркутом.
В 2019 году вышел альбом «Твоё второе я».

## Семья
Жена Оксана Михеева — директор группы «Артур Беркут», принимает участие в записях песен в роли вокалистки или бэк-вокалистки. Есть приёмный сын жены от первого брака — Артур Михеев (младший), который является администратором официального сайта группы и фотографом, и двое совместных с Оксаной детей — дочь Марта и сын Марк.

## Дискография
| В составе группы Автограф - 1986 — Автограф - 1989 — Каменный край - 1991 — Tear Down the Border В составе группы Ария - 2003 — Крещение огнём - 2006 — Армагеддон Сольно - 2002 — Пока смерть не разлучит нас - 2011 — Право дано (EP) - 2012 — Каждому своё (EP) - 2014 — Победителей не судят - 2016 — Сюита темы вечной - 2017 — Быть собой (EP) - 2019 — Твоё второе я - 2023 — Стритрейсер В составе других групп - 1995 — TSAR: TSAR - 1996 — ZOOOM: ZOOOM - 1998 — Маврик: Скиталец - 2019 — Небеса: Online - 1996 — Natasha & GooSee: MOST (партии клавишных) - 1997 — Треф: Равновесие (треки 4 и 7) - 2003 — Margenta: Отлетались (только трек 7) - 2004 — Эпидемия: Эльфийская рукопись (роль Ирдиса, треки 2, 3, 6 и 7) - 2004 — Алик Грановский: Большая прогулка (только трек 3) - 2005 — Бони НЕМ: Крайняя плоть (только трек 14) - 2007 — Margenta: Династия посвящённых (треки 1, 2, 10 и 12) - 2007 — Эпидемия: Сказание на все времена (роль Ирдиса, треки 2 и 12) - 2008 — Бони НЕМ: Тяжёлые песни о главном#2 (только трек 15) - 2009 — Виконт: На подступах к небу (роль Перуна, только трек 6) - 2010 — Маврин: Неформат-2 (только трек 3) - 2009 — The Arrow: Lady Nite (только трек 5) - 2010 — Пилигрим: 7.62 (только трек 9) - 2011 — Trust X: На краю вечности (только трек 11) - 2011 — Слот: F5 (только трек 15) - 2011 — Stonehand: Black Babylon (только трек 7) - 2012 — Ruskey: Мы будем жить (только трек 16) - 2012 — Amalgama: Мечта (только трек 11) - 2012 — Eihwaz: Amadeus (только трек 8) - 2012 — Андрей Смирнов: Adrenaline (треки 1, 7, 8 и 10) - 2012 — Маврин: Противостояние (треки 2 и 4) - 2013 — Sgian Dhub: Careless & Ruthless (песня Everlasting Memories) - 2013 — Дмитрий Губерниев: Ветер биатлона (только трек 1) - 2014 — Terratomorf: Я - легенда (только трек 2) - 2014 — Моральный кодекс: Зима (только трек 6) - 2014 — Эпидемия: Сокровище Энии (роль Ирдиса, треки 2, 3 и 13) - 2014 — Атом-76: Обратный отсчёт (только трек 11) - 2015 — Виконт: Арийская Русь. Часть 2 (роль Перуна, только трек 14) - 2015 — Forces United: IV (только трек 3) - 2015 — Второе Дыхание: Попробуй вспомнить времена (треки 3 и 4) - 2016 — Эпитафия: Оставь всё как есть (только трек 2) - 2017 — Terratomorf: Творец желаний (только трек 5) - 2018 — Гаснет Свет: In Tenebris (только трек 2) - 2018 — Эпитафия: Крик (только трек 5) - 2020 — Азон: Без флагов и границ (только трек 7) | - 2011 — Trust X: Погасшее Солнце - 2011 — Слававед: Русь моя матушка - 2012 — Materia Prima: Дождь - 2012 — Иван Селиверстов: Свобода - 2012 — Elion: Epilogue - 2013 — Chaos Rising: I Feel Fire - 2013 — Моральный кодекс: Москва новогодняя - 2013 — Johnny D: Сезон дождей - 2014 — Johnny D: Девочка со спичками - 2015 — Пётр Елфимов: Полукровки - 2015 — Aristarh: Ты всего одна - 2016 — Revival: Вне времени - 2016 — Rubines: Полоса - 2017 — Рейд: Корабль - 2018 — Revival: Смерть за жизнь - 2018 — Дмитрий Губерниев: На футбол - 2019 — Revival: Когда наступит рассвет - 2019 — MONOCAST: Граница сна - 2021 — Clap Your Hands: Не зови - 2023 — Дмитрий Беленов: MobileZombie - 2001 — Я вернусь... (трибьют-альбом Игорю Талькову, трек 8) - 2002 — Тяжёлая артиллерия. Залп 2 (трек 2) - 2002 — Сергей Маврин: Одиночество (только песни из альбома Скиталец) - 2003 — Легенды русского рока — 7, CD 1: Ария (трек 13) - 2003 — Ария: Миссия (исполнил все песни) - 2004 — Музыка твоих крыльев Vol. 1 (треки 8 и 11) - 2004 — Музыка твоих крыльев Vol. 1 (трек 1) - 2008 — Ария: Все клипы (4 клипа) - 2011 — Ария: Golden Ballads/Золотые Баллады (треки 5 и 12) - 2012 — Эпидемия: Лучшие песни (Новая коллекция) (треки 2 и 9) - 2012 — Планета Железяка #2 (трек 3) - 2012 — Монстры рока СССР. XX лет спустя (треки 10 и 15) - 2013 — Чёрный Обелиск: Мой мир (трек 2-5) - 2013 — A Tribute To Aella V (трек 1) - 2020 — Сектор Газа. Трибьют (трек 14) «Святая война» feat. Чёрный Вторник - 2004 — Ария: Живой огонь - 2005 — Автограф: 25 лет спустя - 2007 — Ария: Пляска ада - 2008 — Ария: Герой асфальта XX лет - 2021 — Ария: XX лет (записан в 2005 г.) - 2021 — Автограф: Возвращение легенды - 2021 — Эпидемия: Эльфийская рукопись навсегда (роль Ирдиса, треки 2, 3, 6, 7, 13, 23) - 2024 — Ария: Гость из царства теней. Наследие (треки 11, 17 и 20) |

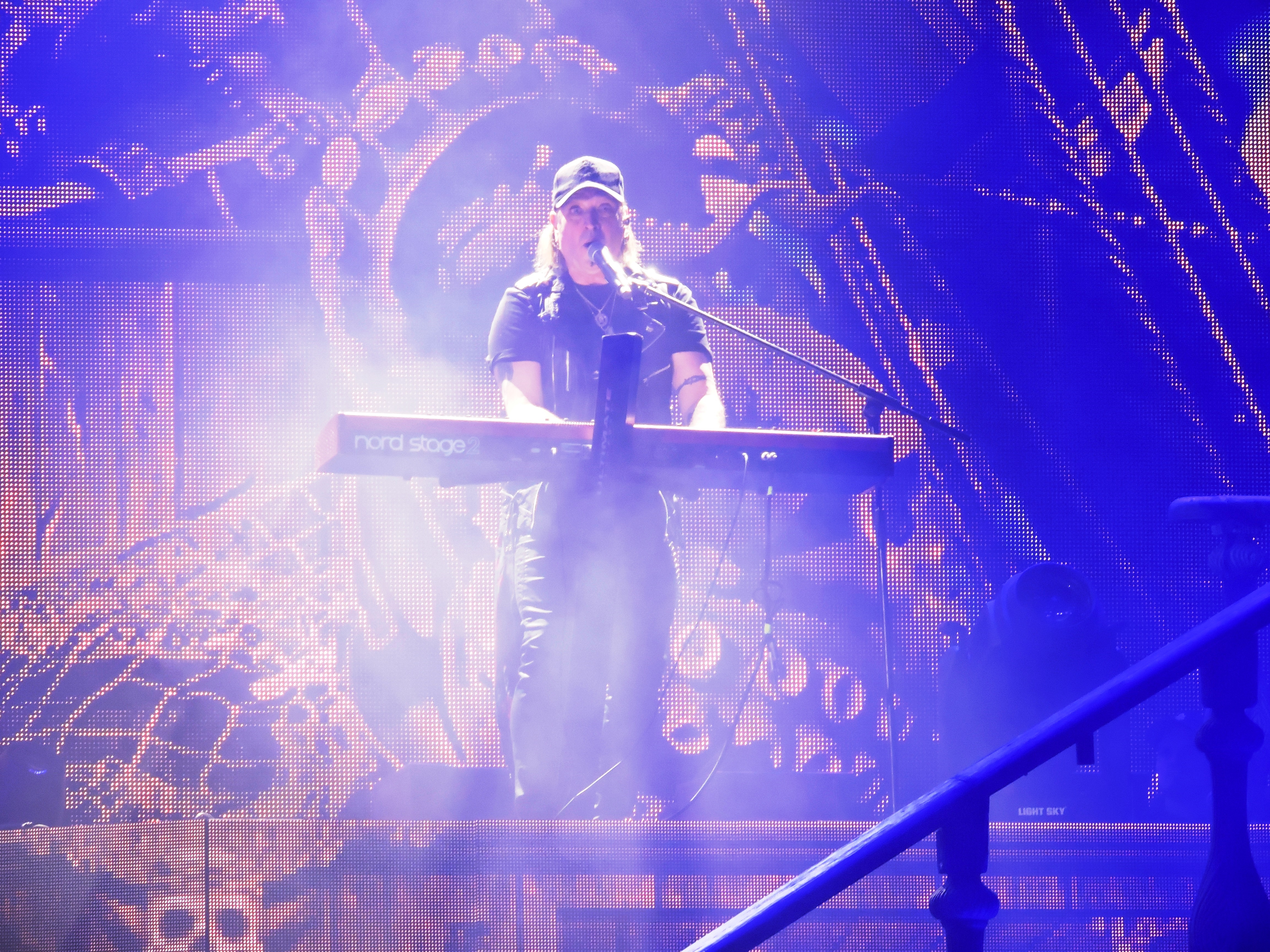
Песню «Там высоко» Артур Беркут часто исполняет на синтезаторе